# Дулове гальмо

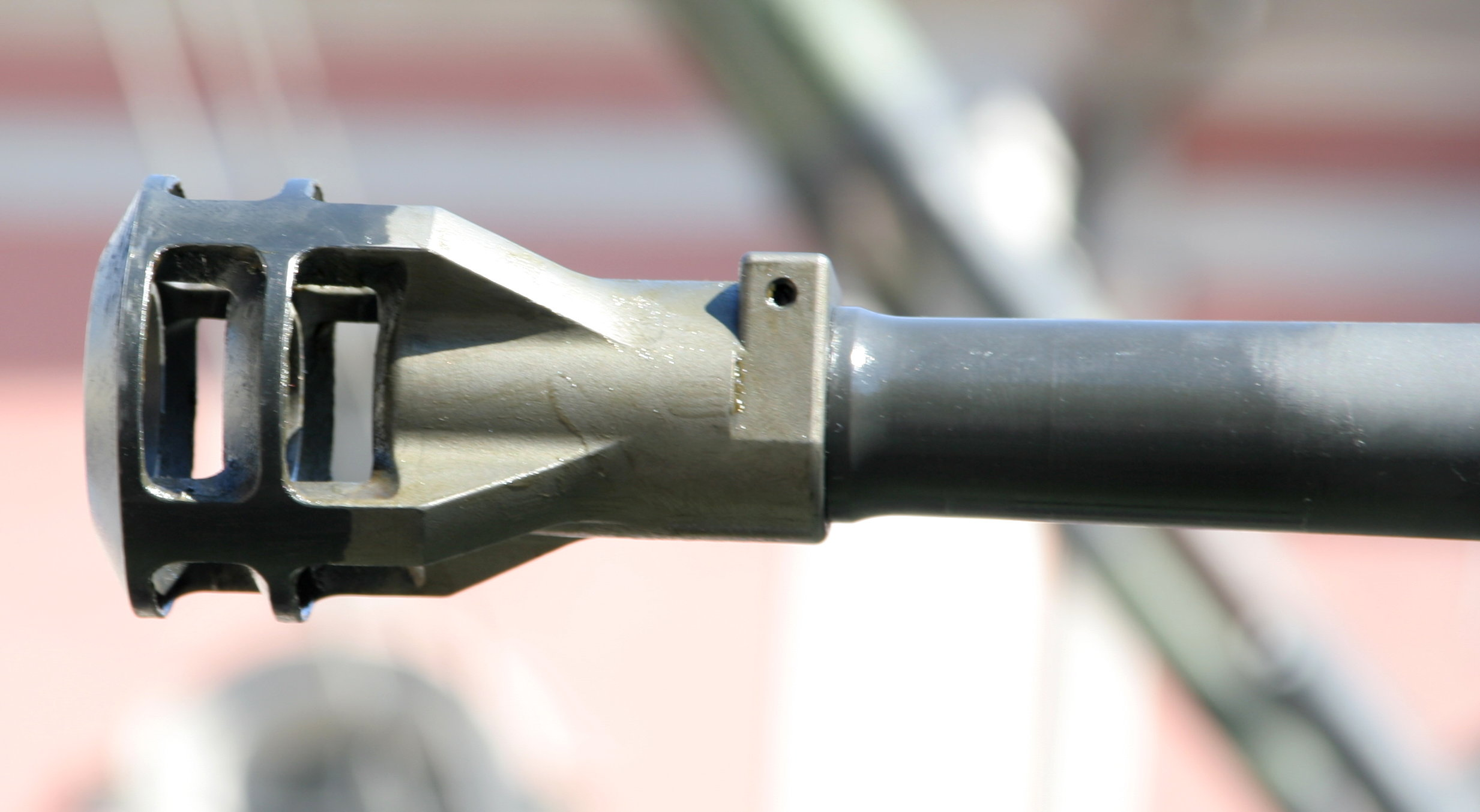
Дулове гальмо на 30-мм автоматичній гарматі системи Маузер

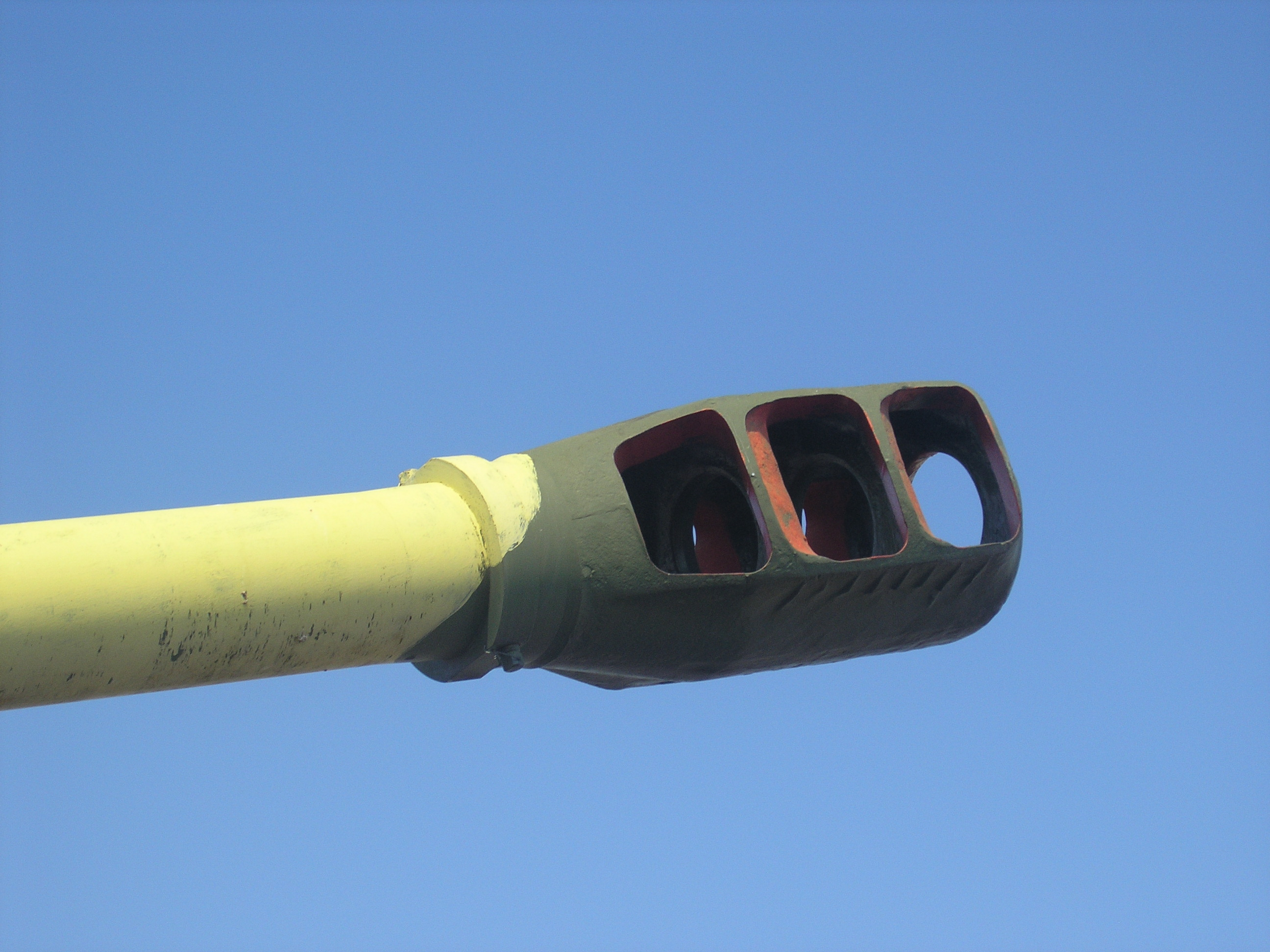
Щілинне дулове гальмо на 152-мм гаубиці 2А65 «Мста-Б»

Ду́лове гальмо́, ду́льне гальмо — пристрій-компенсатор, призначений для зменшення сили відбою (на 25-75 %) при пострілі з вогнепальної зброї за рахунок використовування частини кінетичної енергії газів, що рухаються за снарядом.

## Принцип дії
Принцип дії дулового гальма полягає у зміні напрямку і швидкості руху частини порохових газів (швидкість яких досягає 1400—1500 м/с). Це призводить до появи сили, спрямованої протилежно до руху відкітних частин. Застосування дулового гальма знижує імпульс відбою, що дозволяє або зменшити загальну масу зброї, або підвищити влучність.

## Типи дулових гальм
Дулові гальма розрізняються за числом камер (безкамерні, одно-і багатокамерні), числом рядів бокових отворів (одно- і багаторядні), а також їхньою формою (щілинні, сітчасті та віконні). Дулові гальма за принципом дії поділяються на дулові гальма активної, реактивної та активно-реактивної дії.

## Застосування

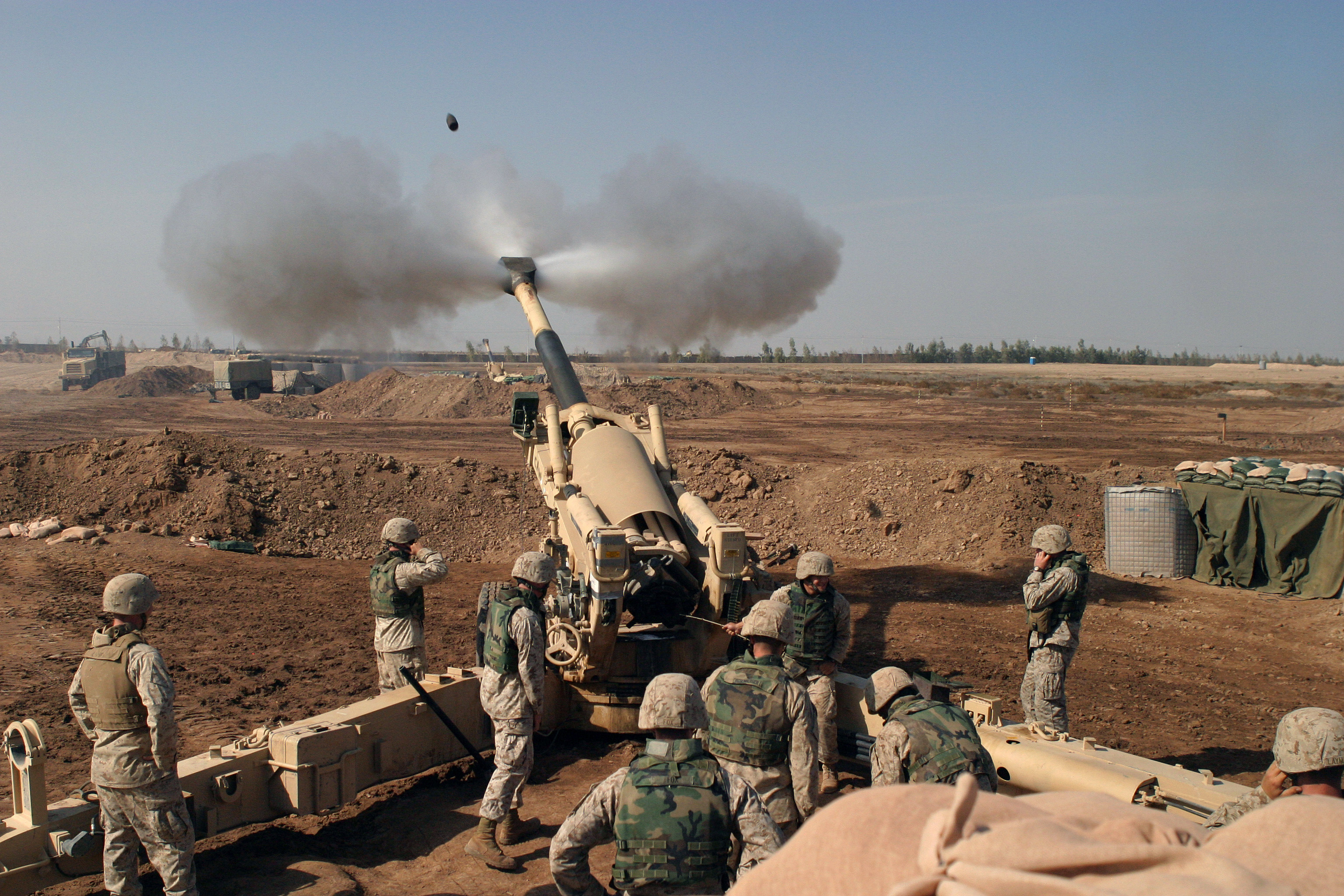
Дуловий компенсатор в дії

Як правило, дулове гальмо використовується в конструкціях стрілецької зброї і польових гармат. У процесі пострілу дулове гальмо змінює напрямок руху порохових газів і тим самим може підсилювати гучність пострілу та яскравість спалаху. Як наслідок, в окремих видах зброї дулові гальма не використовують, в тому числі — в корабельній артилерії головного калібру; в інших видах зброї дулове гальмо навпаки є необхідним, наприклад — в протитанкових рушницях.